# Зия (ансамбль)
Детский хореографический ансамбль имени Зии Бажаева (ансамбль «Зия») — детский ансамбль кавказского танца.

## История
В октябре 1999 года Зия Бажаев поддержал идею Топы Элимбаева об организации детского ансамбля. Сначала Элимбаев пригласил детей своих родственников и знакомых. Они и составили костяк ансамбля. Но вскоре в студию пришли и дети других национальностей. В настоящее время в работе ансамбля участвуют чеченцы, ингуши, русские, абхазы, дагестанцы, армяне, болгары.
После гибели Зии Бажаева в марте 2000 года ансамбль получил его имя. Братья Зии, Муса и Мавлит Бажаевы, продолжили поддержку ансамбля. В марте 2002 года учреждена организация «Детский хореографический ансамбль имени Зии Бажаева», а художественным руководителем был назначен Топа Элимбаев.
Ансамбль с успехом выступает на самых известных сценических и концертных площадках Москвы, России и мира. Ансамбль является лауреатом многих фестивалей, смотров в России и за рубежом (фестивали «Созвездие», «Дети мира», «Русские узоры», фестиваль народов Кавказа, Международный фестиваль «Благодарное поколение», VI Международный фестиваль искусств «Ярославские гулянья», II Всероссийский фестиваль молодёжных инициатив в Москве, детский фестиваль в Ираке, III Затиссайский фестиваль классического балета в Венгрии (Гран-при), III фестиваль «Манящие миры. Этническая Россия» и другие). Юных танцоров с восторгом встречали зрители Украины (Херсон), Венгрии (Будапешт, Ньиредьхаза), Франции (Сен-Тропе), Германии (Берлин, Дрезден, Лейпциг, Зелов, Виттенберг), Италии (Верона), Объединённых Арабских Эмиратов, Ирака (Багдад).
По желанию президента России В. Путина, ансамбль «Зия» принимал участие в концерте на саммите «Большой восьмерки» в Санкт-Петербурге.
В сентябре 2009 года ансамбль «Зия», единственный из детских коллективов России, был приглашён для участия в Международном военно-музыкальном фестивале «Спасская башня», проходившем на Красной площади.